# 3-as busz (Bonyhád)
A bonyhádi 3-as jelzésű autóbusz egy helyi körjárat, ami az Autóbusz-állomástól indul, Szecska városrésze felé halad és a Fáy lakótelepre, majd vissza az állomásra. A viszonylatot a Volánbusz üzemelteti.

## Megállóhelyei
| 3 (Autóbusz-állomás ► Május 1. utca sarok ► Fáy lakótelep ► Autóbusz-állomás) | 3 (Autóbusz-állomás ► Május 1. utca sarok ► Fáy lakótelep ► Autóbusz-állomás) | 3 (Autóbusz-állomás ► Május 1. utca sarok ► Fáy lakótelep ► Autóbusz-állomás) | 3 (Autóbusz-állomás ► Május 1. utca sarok ► Fáy lakótelep ► Autóbusz-állomás) | 3 (Autóbusz-állomás ► Május 1. utca sarok ► Fáy lakótelep ► Autóbusz-állomás) | 3 (Autóbusz-állomás ► Május 1. utca sarok ► Fáy lakótelep ► Autóbusz-állomás) | 3 (Autóbusz-állomás ► Május 1. utca sarok ► Fáy lakótelep ► Autóbusz-állomás) | 3 (Autóbusz-állomás ► Május 1. utca sarok ► Fáy lakótelep ► Autóbusz-állomás) | 3 (Autóbusz-állomás ► Május 1. utca sarok ► Fáy lakótelep ► Autóbusz-állomás) |
| Sorszám (↓)                                                                   | Megállóhely                                                                   | Perc (↓)                                                                      | Perc (↓)                                                                      | Perc (↓)                                                                      | Kilométer                                                                     | Kilométer                                                                     | Kilométer                                                                     | Átszállási kapcsolatok |
| ----------------------------------------------------------------------------- | ----------------------------------------------------------------------------- | ----------------------------------------------------------------------------- | ----------------------------------------------------------------------------- | ----------------------------------------------------------------------------- | ----------------------------------------------------------------------------- | ----------------------------------------------------------------------------- | ----------------------------------------------------------------------------- | --- |
| 0                                                                             | Autóbusz-állomás végállomás                                                   | 0                                                                             | 0                                                                             | 0                                                                             | 0.0 km                                                                        | 0.0 km                                                                        | 0.0 km                                                                        | 1, 2, 4, 6 1134, 1136, 1568, 1652, 1707, 1843 5420, 5421, 5426, 5430, 5431, 5432, 5434, 5470, 5471, 5475, 5476, 5485, 5490, 5491, 5495, 5496, 5624, 5625, 5626, 5630, 5631, 5634, 5710, 5924 |
| 1                                                                             | Rákóczi Ferenc utca 68.                                                       | 4                                                                             | 4                                                                             | 4                                                                             | 1.3 km                                                                        | 1.3 km                                                                        | 1.3 km                                                                        | 4, 6 5420, 5430, 5470, 5471, 5491, 5495, 5496, 5626 |
| 2                                                                             | Rákóczi Ferenc utca 135.                                                      | 6                                                                             | 5                                                                             | 5                                                                             | 1.9 km                                                                        | 1.9 km                                                                        | 1.9 km                                                                        | 4, 6 5420, 5430, 5470, 5471, 5491, 5495, 5496, 5626 |
| 3                                                                             | Kőrösi Csoma Sándor utca sarok                                                | 7                                                                             | 7                                                                             | 7                                                                             | 2.4 km                                                                        | 2.4 km                                                                        | 2.4 km                                                                        | 4, 6 5420, 5430 |
| 4                                                                             | Május 1. utca sarok                                                           | 9                                                                             | 9                                                                             | 9                                                                             | 3.3 km                                                                        | 3.3 km                                                                        | 3.3 km                                                                        | 4, 6 5420, 5430 |
| 5                                                                             | Kodály Zoltán utca 17.                                                        | 11                                                                            | 10                                                                            | 10                                                                            | 3.8 km                                                                        | 3.8 km                                                                        | 3.8 km                                                                        | 4, 6 5420, 5430 |
| 6                                                                             | Budai Nagy Antal utca                                                         | –                                                                             | 12                                                                            | 12                                                                            | –                                                                             | 4.6 km                                                                        | 4.6 km                                                                        | 4, 6 5420, 5430 |
| 7                                                                             | Gimnázium                                                                     | –                                                                             | 15                                                                            | 14                                                                            | –                                                                             | 5.9 km                                                                        | 5.9 km                                                                        | 1, 4 5420, 5421, 5431, 5432, 5434, 5471, 5485, 5490, 5491, 5624, 5710, 5711, 5924 |
| 8                                                                             | Dr. Kolta László utca                                                         | 17                                                                            | 17                                                                            | 18                                                                            | 6.1 km                                                                        | 7.1 km                                                                        | 7.1 km                                                                        | 1, 2 1136 5420, 5430, 5471, 5490 |
| 9                                                                             | Fáy lakótelep                                                                 | 18                                                                            | 18                                                                            | 19                                                                            | 6.4 km                                                                        | 7.4 km                                                                        | 7.4 km                                                                        | 1, 2 1134, 1136 5420, 5430, 5471, 5490 |
| Csak a Gimnázium felé haladó érinti:                                          |                                                                               |                                                                               |                                                                               |                                                                               |                                                                               |                                                                               |                                                                               | |
| 10.1                                                                          | Fűtőmű                                                                        | –                                                                             | 19                                                                            | –                                                                             | –                                                                             | 7.5 km                                                                        | –                                                                             | 1, 2, 4 5420, 5430, 5471, 5490 |
| 11.1                                                                          | Bezéredj utca                                                                 | –                                                                             | 21                                                                            | –                                                                             | –                                                                             | 7.9 km                                                                        | –                                                                             | 1, 2, 4 5420, 5430, 5471, 5490 |
| 12.1                                                                          | Gimnázium                                                                     | –                                                                             | 26                                                                            | –                                                                             | –                                                                             | 9.2 km                                                                        | –                                                                             | 1, 4 5420, 5421, 5430, 5431, 5432, 5434, 5471, 5485, 5490, 5491, 5624, 5710, 5711, 5924 |
| 13.1                                                                          | Szent Imre utca 7.                                                            | –                                                                             | 27                                                                            | –                                                                             | –                                                                             | 9.8 km                                                                        | –                                                                             | 1, 4, 6 5420, 5421, 5430, 5431, 5432, 5434, 5471, 5485, 5490, 5491, 5624, 5710, 5711, 5924                                                                                                   |
|                                                                               |                                                                               |                                                                               |                                                                               |                                                                               |                                                                               |                                                                               |                                                                               | |
| Csak a Perczel kert felé haladók érintik:                                     |                                                                               |                                                                               |                                                                               |                                                                               |                                                                               |                                                                               |                                                                               | |
| 10.2                                                                          | Perczel kert                                                                  | 20                                                                            | –                                                                             | 21                                                                            | 7.4 km                                                                        | –                                                                             | 8.4 km                                                                        | 1, 2, 4 1134, 1136 5420, 5430, 5471, 5625, 5626, 5630 |
| 11.2                                                                          | József Attila utca                                                            | 21                                                                            | –                                                                             | 22                                                                            | 7.9 km                                                                        | –                                                                             | 8.9 km                                                                        | 1, 2, 4 1134, 1136 5420, 5430, 5471, 5625, 5626, 5630 |
| 14                                                                            | Autóbusz-állomás végállomás                                                   | 22                                                                            | 28                                                                            | 23                                                                            | 8.5 km                                                                        | 10.4 km                                                                       | 9.7 km                                                                        | 1, 2, 4, 6 1134, 1136, 1568, 1652, 1707, 1843 5420, 5421, 5426, 5430, 5431, 5432, 5434, 5470, 5471, 5475, 5476, 5485, 5490, 5491, 5495, 5496, 5624, 5625, 5626, 5630, 5631, 5634, 5710, 5924 |